# بول باسكون
بول باسكون عالم اجتماع فرنسي مغربي ولد بمدينة فاس، من والدين فرنسيين سنة 1932.

## مساره
- 1954 نشر أول دراسة، وكانت عن «هجرة شلوح سوس (أيت وادريم) إلى جرادة».
- 1956: مكلف بالتنسيق بين الدراسات التحضيرية لأول تصميم خماسي مغربي، بمصلحة التخطيط.
- تأسيس الفريق المتداخل الاختصاصات للبحث في العلوم الإنسانية" ERISH
- 1961: الالتحاق بالمكتب الوطني للري.
- 1964: الحصول على الجنسية المغربية.
- -التعيين على رأس مكتب الحوز.
- 1969: «ما يقوله 296 شابا قرويا»، تحقيق لصالح «اليونسيف»، 144 صفحة (مترجم إلى العربية: مجلة «البحث العلمي»، العدد 19/1972).
- 1970: (إلى وفاته): -أستاذ بمعهد الحسن الثاني للزراعة والبيطرة.
- 1974: «المسألة الزراعية بالمغرب-1» (بالاشتراك مع ن. بودربالة، م. الشرايبي)، 423 ص.
- 1977: «المسألة الزراعية بالمغرب-2» (بالاشتراك مع ن. بودربالة، م. الشرايبي وأ.حمودي)، 220 ص.
- «حوز مراكش: التاريخ الاجتماعي والهياكل الزراعية»، (أطروحة لنيل دكتوراه الدولة في علم الاجتماع)، في مجلدين، 858 ص.
- 1980: «دراسات قروية» (أفكار وتحقيقات حول القرية المغربية)، 290 ص.
- 1983: «بني بوفراح» (دراسات في الايكولوجيا الاجتماعية لسهل ريفي)، بالاشتراك مع هرمان فان ديرفوستن، 297 ص.
- 1984: «دار إيليغ والتاريخ الاجتماعي لتازروالت»، (بالاشتراك مع أ.عريف. د.شروتر، م. الطوزي، ه.ف.ديرفوستن، 222 ص.
- «المسألة المائية بالمغرب»، (بالاشتراك مع ن.بودربالة، ج.شيش، ع. حرزني) 397 ص.
- 1985: -(ليلة 22 أبريل)، الوفاة بموريتانيا في حادثة سير، رفقة الباحث المغربي أحمد عريف.[1]

## وصلات خارجية
- بول باسكون صديق الفلاحين الذي أكله الذئب في صحراء موريطانيا (الحلقة 1)
- بول باسكون (2): لماذا اخترت الاهتمام بالبادية وماذا عن التزامي السياسي؟
- بول باسكون (3): غالبا ما كانت السلطات المحلية تتساءل عما إذا لم يكن عملنا الهادف إلى التنمية مجرد تحريض سياسي